# Caracușenii Noi, Briceni
Caracușenii Noi este un sat din cadrul comunei Berlinți din raionul Briceni, Republica Moldova.

## Demografie

### Structura etnică
Structura etnică a satului conform recensământului populației din 2004:
| Grup etnic         | Populație | % Procentaj |
| ------------------ | --------- | ----------- |
| Ucraineni          | 464       | 84,98%      |
| Moldoveni / Români | 69        | 12,64%      |
| Ruși               | 10        | 1,83%       |
| Găgăuzi            | 1         | 0,18%       |
| Bulgari            | 1         | 0,18%       |
| Alții              | 1         | 0,18%       |
| Total              | 546       | 100%        |